# Kufia Raji
Kufia Raji (en griego, Κούφια Ράχη) es un yacimiento arqueológico ubicado en Tesalia, Grecia, cerca de la ciudad de Karditsa. Fue investigado por primera vez en 1917 y posteriormente se realizaron en el lugar nuevos trabajos arqueológicos en 1958 bajo la dirección de Dimitris Teojaris y en 1997 por Babis Intzesiloglou. 
Este yacimiento arqueológico se encuentra ubicado en una colina en la que se ha hallado una gran tumba abovedada del periodo micénico. Consta de un dromos de unos 9 m, de un orificio de entrada y de una cámara circular de unos 9 m de altura y 8,85 de diámetro cubierta con una cúpula. Se ha fechado en el Heládico Tardío IIIB y IIIC. (siglos XIII-XII a. C.) Pese a haber sido saqueada, se encontraron algunos objetos micénicos que incluyen un cuchillo, cuentas, tres sellos de piedra y un anillo de oro con la representación de dos grifos atacando a una cabra.
En el exterior de la tumba hay restos de un suelo pavimentado. En este lugar se encontraron restos de cerámica y de figurillas de hombres y mujeres. Por las características de los hallazgos se estima que aquí hubo un santuario, desde el siglo V a. C., donde se rendía culto a los antepasados. Una inscripción hallada en el lugar lo relaciona, según Babis Intzesiloglou, con el personaje mítico de Eato (Αἴατος), un héroe epónimo, padre de Tésalo. También se ha sugerido que en las proximidades de este yacimiento arqueológico podría haberse ubicado la ciudad homérica de Itome.